# とびら開けて
「とびら開けて」（とびらあけて、Love Is an Open Door）は、2013年公開のディズニーによる『アナと雪の女王』で使用されている楽曲である。作詞作曲はクリステン・アンダーソン＝ロペスとロバート・ロペスが担当している。
Billboard Hot 100史上、ディズニーのアニメ映画の楽曲としては第28位のヒット曲である（2022年4月9日付時点）。

## 制作
この楽曲はロマンティックなデュエットと計画を実行している悪役がベースとなっている。また、この楽曲は脚本家がエルサを悪役から悲劇のヒーローに方向転換しようと決まってから制作されている。

## 批評家による評価
MSN.com はこの楽曲を「まるで『ハイスクール・ミュージカル』の未公開曲のように聞こえる」と評している。 NeonTommy は「私の『アナと雪の女王』で大好きなことのひとつに、作品の偉大さに気づかせながらもテンポよく物語を展開していくことが挙げられる。『とびら開けて』こそ完璧な例であり、よくあるデュエットにキレのある内容になっている。アナの明るくおっちょこちょいな性格がとても巧妙に描かれている」と評している。
GeekExchange はこの楽曲は「一目惚れの溢れんばかりの想いが滑稽でキャッチーに作られている」と評した。 National Catholic Register はこの楽曲は「頭に残らない曲のひとつで、『レット・イット・ゴー』はまるで大げさな感情的な歌だ」と評した。 Rotoscopers はこの楽曲を「テンポよく、少々クサいとこもあるが完璧に活用できている」と評している。 CraveOnline は「『雪だるまつくろう』と『とびら開けて』は聞くのが楽しくて、どうにもできないけど、とりあえず歌っておこうというような最近のミュージカルと異なり、大胆で巧妙な歌詞である」と評している。 The Atlantic の記事『親はいかにアナ雪の姉妹を教訓に持っていけるか』で「親はこの楽曲と映画の結末で明らかになる策を使って、子供たちに素直になる大切さと、一目では気づかない裏がある素敵なものには用心すべきと学ばせられる」と掲載している。

## 他言語
この楽曲のいくつかの他言語版も成功している。日本語版の神田沙也加と津田英佑による『とびら開けて』は『Billboard』のJapan Hot 100 2014年5月分で、36位にランクインした。 パーク・ジ＝ユーンとユン・ソン＝ガクによる韓国語版は14,000回ダウンロードされガオン・シングル・チャートで131位を獲得した。

## チャート
| チャート (2013年–2014年)                    | 最高 順位 |
| ------------------------------------------- | --------- |
| オーストラリア (ARIA)                       | 94        |
| 韓国 (ガオン・インターナショナル・チャート) | 5         |
| 韓国 (ガオンチャート)                       | 21        |
| UK シングルス (OCC)                         | 56        |
| US Billboard Hot 100                        | 49        |